# آنتونی اوبامه
آنتونی اوبامه (انگلیسی: Anthony Obame؛ زادهٔ ۱۰ سپتامبر ۱۹۸۸) یک تکواندوکار اهل گابن است.
از افتخارات وی می‌توان به کسب مدال نقره وزن ۸۰ کیلوگرم در بازی‌های المپیک تابستانی ۲۰۱۲ اشاره کرد.